# Qaanaaq
Qaanaaq és l'única ciutat i l'única municipalitat del comtat de Groenlàndia Septentrional. La ciutat va ser fundada quan els Estats Units van estendre la seva base aèria actual de Thule i els habitants de Pituffik van haver de mudar-se trenta quilòmetres al nord en quatre dies. Els habitants de Qaanaaq parlen Kalaallisut i molts d'ells també parlen Inuktun.
La municipalitat també comprèn els següents municipis:
- Savissivik
- Moriusaq
- Qeqertat
- Qeqertarsuaq
- Siorapaluk